# پوتسرسکی متکوویچ
پوتسرسکی متکوویچ (به صربی: Pocerski Metković) یک منطقهٔ مسکونی در صربستان است که در شاباتس واقع شده‌است. پوتسرسکی متکوویچ ۸۵۷ نفر جمعیت دارد.